# Suhas Subramanyam

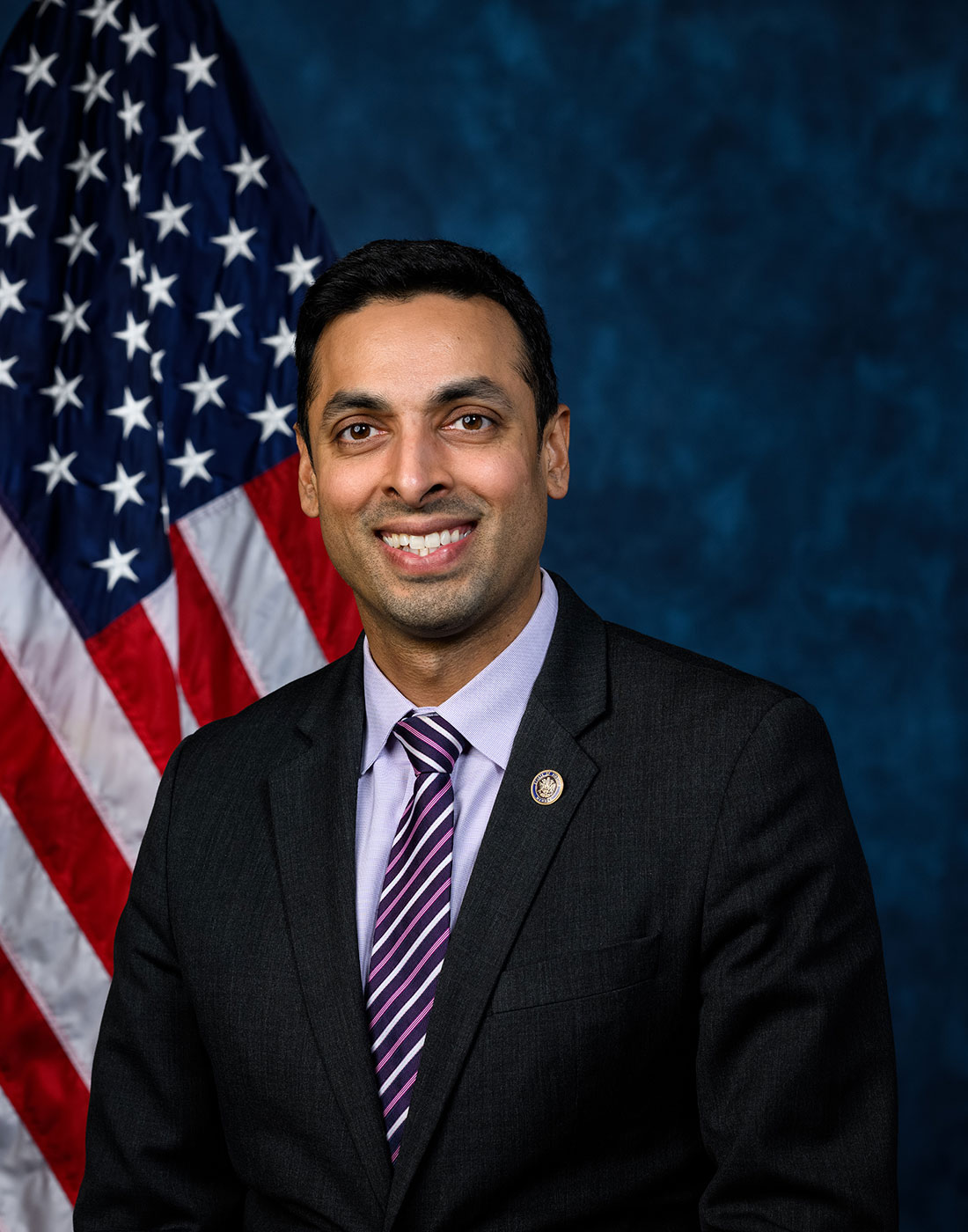
Suhas Subramanyam (2025)

Suhas Subramanyam (* 26. September 1986 in Houston, Texas) ist ein amerikanischer Politiker der Demokratischen Partei. Er vertritt seit dem 3. Januar 2025 den 10. Wahlbezirk des Staates Virginia im Repräsentantenhaus der Vereinigten Staaten.

## Leben und Privates
Subramanyam ist der Sohn indischer Eltern, die in die USA einwanderten. Er wuchs in Houston auf, studierte Philosophie an der Tulane University und erwarb 2008 einen Bachelor. Das nachfolgende Jurastudium schloss er 2013 an der Northwestern University ab. Er arbeitete als Anwalt und als Mitarbeiter in der Obama-Administration für Technologiepolitik sowie für Senator Dick Durbin im Justizausschuss. Er ist Mitglied einer Freiwilligen Feuerwehr.
Subramanyam lebt mit seiner Frau und den zwei gemeinsamen Töchtern im Loudoun County, Virginia. Er ist Hindu.

## Politik
2019 wurde Subramanyam in das Abgeordnetenhaus von Virginia gewählt. Nach erneuter Wahl 2021 und 2023 gehörte er dem Staatsparlament bis November 2024 an.
2024 trat er für den 10. Wahlbezirk für das US-Repräsentantenhaus an, nachdem die demokratische Amtsinhaberin Jennifer Wexton aus gesundheitlichen nicht mehr kandidierte. Walton hatte ihn als Nachfolger empfohlen. Der Bezirk umfasst das Fauquier und das Loudoun County sowie andere Gebiete im Umland von Washington, D.C. Die Vorwahl hatte mit zehn Kandidaten ein großes Feld. Subramanyam gelang es mit 30,4 % die meisten Stimmen auf sich zu vereinen. In der allgemeinen Wahl am 6. November 2024 konnte er seinen Kontrahenten von der Republikanischen Partei, Mike Clancy, mit 52,1 % der Stimmen besiegen. Er ist der erste indischstämmige Repräsentant aus Virginia. Seine Amtszeit im 119. Kongress begann am 3. Januar 2025 und läuft bis zum 3. Januar 2027.